# أيه كي-630
 AK-630 هو نظام دفاعي (مضاد جوي أوتوماتيكي) سوفياتي. وهو عبارة عن مدفع يتكون من 6 أنابيب من عيار 30 ملمتر من نوع جاتلينج. النظام تم تطويره من طرف الاتحاد السوفيتي.و AK-630 مزود بمنصة صغيرة للتحكم بالنظام عبر الرادار، الاستخدام الأولي والرئيسي لهذا النظام هو للدفاع بحيث أنه صاروخ مضاد للسفن، ويمكن إستخدامه ضد الأشياء الأكبر أو الأصغر حجما من أجل تدميرها.

## الوصف

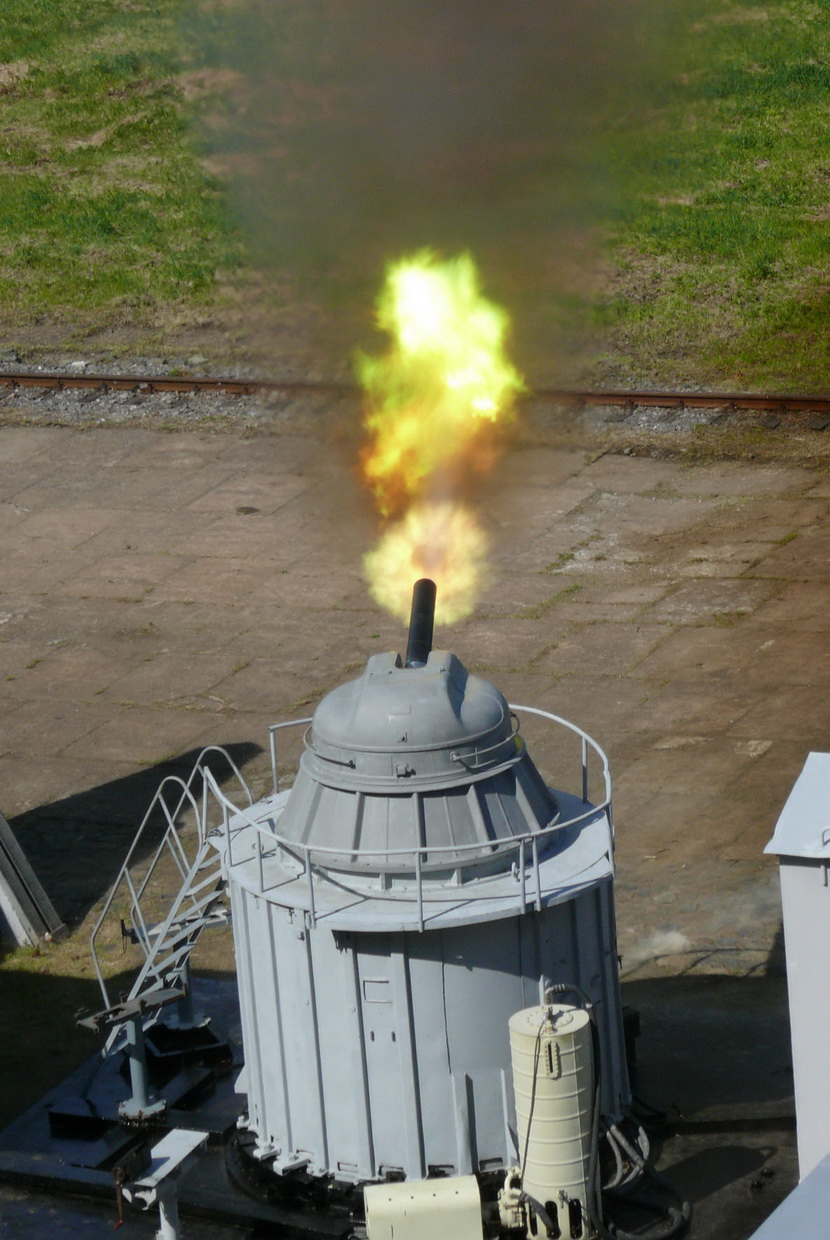
AK-630 عند فتح النار على هذف متحرك

AK-630 يعمل انطلاقا من نظام A-123-Vympel-A الذي يحتوي على مدافع إلكترونية و رادارات و بصريات ونظام تحكم TV.
AK-630 يتكون من برج صغير يحتوي على محورين ومدفع من نوع GSh-6-30 دي العيار 30 ملمتر.

## الخصائص
المدفع : GSh-30k 

نظام التحكم : MR-123-02 

عيار : 30mm

## البلدان التي تستخدمه

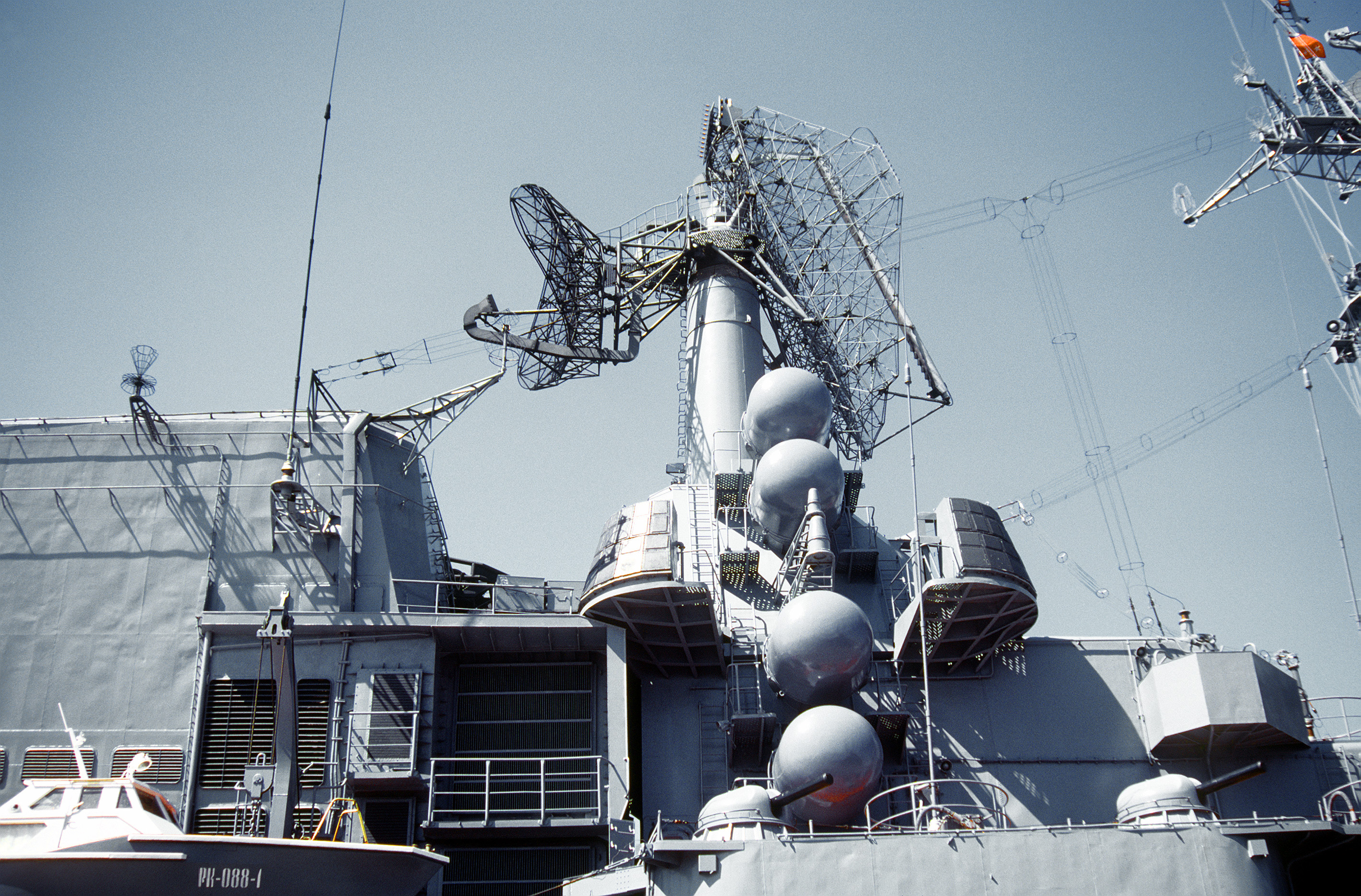
2 AK-630M

القوات البحرية الجزائرية  على متن كورفيت فئة ستوريغتشي

 ميانمار

 بلغاريا

 كرواتيا

 الهند

 اليونان

 إندونيسيا

 بولندا

 الصين

 رومانيا

 روسيا

 سلوفينيا

 أوكرانيا

 الاتحاد السوفيتي

 فيتنام

 اليمن